# Maidus

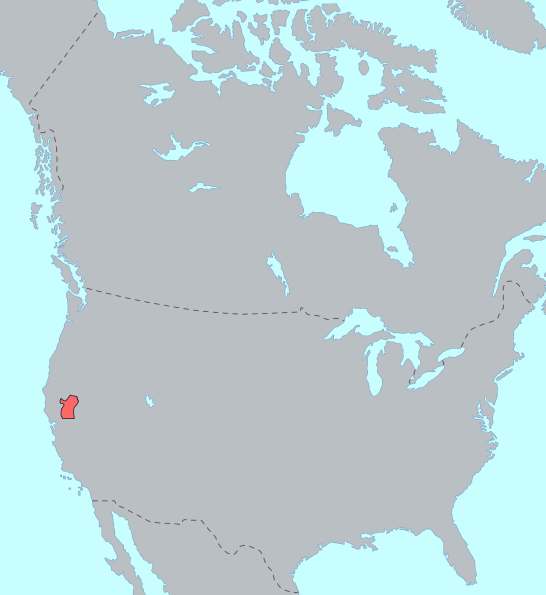
Situació dels Maidu

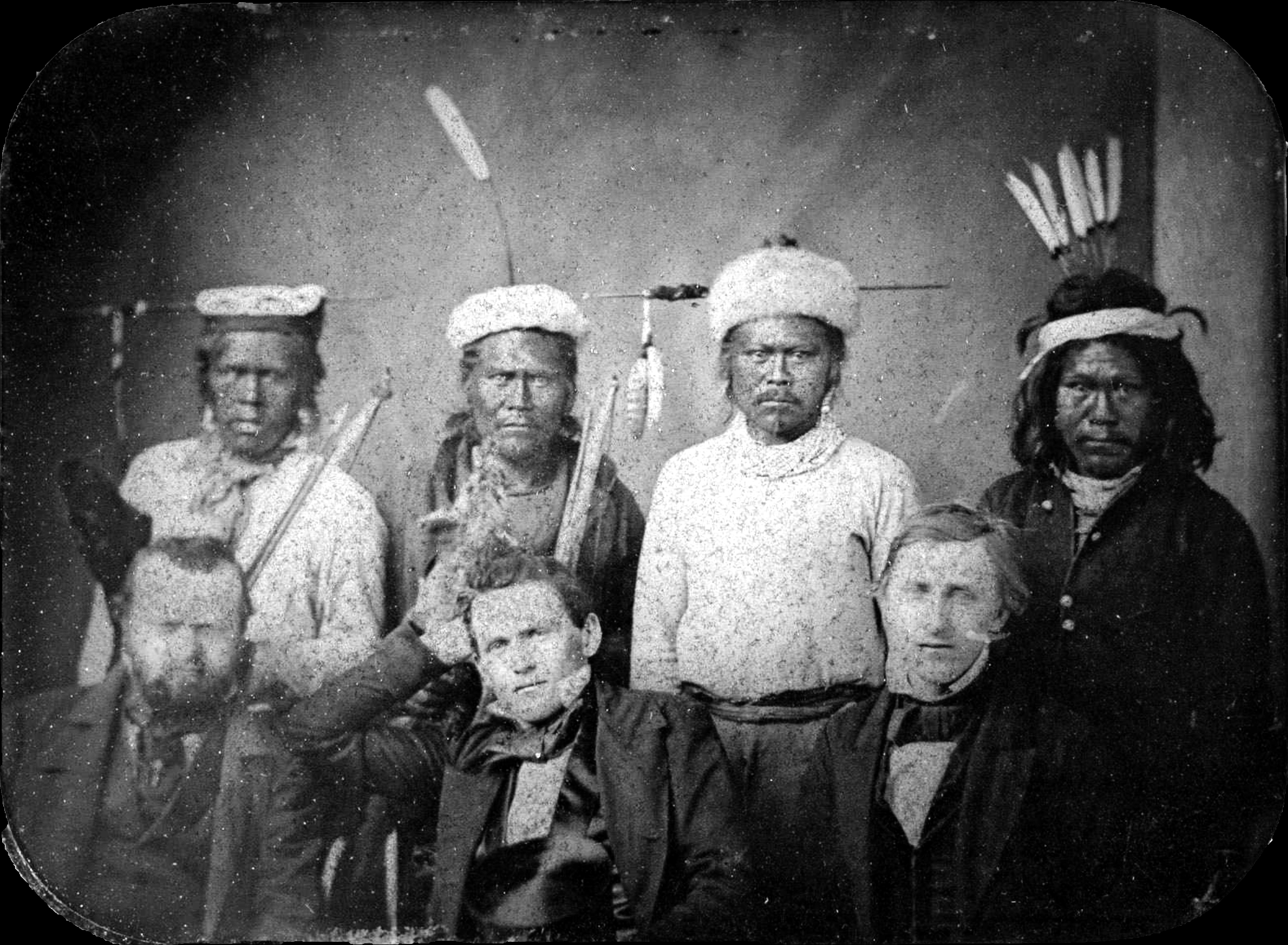
Maidu.

Els maidus són una tribu índia del grup penutià també anomenada pujun. El seu nom volia dir "home". Es dividia en tres grups: Muntanya, Vall i Mishinam o "gent del turó". Segons Sebeok, però, es dividien en tres grups, amb els parlants de la llengua: 
- Sud o Nisenan, amb 12 parlants el 1962
- NE o Cushna i Hololupai amb menys de 10 parlants el 1962
- NO o Konkow, entre 10 i 100 parlants el 1962

## Localització
Vivien a la vall del Sacramento, als marges dels rius Feather i American, i a les muntanyes adjacents de Sierra Nevada (Califòrnia). Actualment ocupen les reserves de Round Valley i les ranxeries de Berry Creek i Enterprise, al comtat de Butte (Califòrnia) i de Susanville, al comtat de Lassen (Califòrnia). Darrerament s'ha creat la de Mooretown

## Demografia
Potser eren 9.500 el 1770, però foren delmats i cap al 1910 només en quedaven un miler, però encara seguiren disminuint. El 1960 hi havia 93 indis. El 1970 i el 1980 sumaven uns 200 individus. Segons dades de la BIA del 1995, a la ranxeria de Berry Creek hi vivien 304 individus, a la d'Enterprise hi havia 360 (cap al rol tribal), a la de Mooretown hi vivien 1.105, a la de Chico hi ha 45 habitants (cap al rol tribal), a la de Greenville hi ha 2.015 habitants (175 al rol tribal), i a la de Susanville hi havia 1.091 (però 130 al rol tribal). A la d'Auburn hi havia 206 entre maidu i miwok.
Segons el cens dels EUA del 2005 hi havia cemsats 4.095 maidu (només 2.35 purs).

## Costums
Vivien a cases fetes de pals, escorça, estopa i herba cobertes de terra i de forma circular, amb sostre cònic proveït de xemeneia. Les cases dels de la vall eren llargues, i les dels de la muntanya eren penjadissos semblants als de les altres tribus dels voltants. Totes elles formaven viles de 250 persones cadescuna amb possessions exclusives de 100 a 200 milles quadrades de terreny de cacera. La seva cultura és similar a la dels indis de la costa californiana.
S'alimentaven de la recol·lecció d'aglans i llavors, de la pesca de salmons i anguiles, i de la cacera d'ossos, cérvols, conills, ànecs, dants i gansos. Duien molt poca roba, i no en sabien gaire de les tècniques tèxtils dels veïns. Tot i així, sí que feien bons cistells.
Es dividien en nombrosos grups autònoms, amb un territori comunal. No se'ls coneix cap sistema social, però tenien cabdills, generalment l'home més savi de la tribu, alguns dels quals eren hereditaris, però que si eren impopulars podien ser deposats. També tenien xamans i bruixots, rites de pubertat tant per nens com per a nenes, danses rituals, cases de suor i creien en el Gran Home que creà la terra i es revela mitjançant el raig i el llampec. També participaven en els cerimonials del culte kuksu, amb societats secretes i una cambra cerimonial especial de sostre de terra, molt comuna a la de les altres tribus californianes.
Se sotsdividien en els grups Cohes, Cushna, Hoitda, Honkut, Kiski, Konkau, Kulomum, Molma, Nimsewi, Pakamali, Tsaktomo, Tsamak, Tsulumsewi, Tummeli, Ustoma, Willi, Yumagatok, i Yunu.

## Història
Foren esmenats per primer cop pels europeus el 1818, encara que els espanyols van intentar establir una missió entre ells entre el 1700 i el 1800. EWstaven dividits en nombroses ciutats, que eren Bamom, Bauka, Bayu, Benkomkomi, Botoko, Eskini, Hembem, Hoako, Hoholto, Hokomo, Hopnomkoyo, Indak, Kalkalya, Kotasi, Kulaiapto, Kulkumish, Michopdo, Mimal, Molma, Nakankoyo, Oidoingkoyo, Okpam, Ola, Ololopa, Onchoma, Opok, Otaki, Paki, Panpakan, Pitsokut, Pulakatu, Sekumne Sisu, Silongkoyo, Siwim Pakan, Sunusi, Tadoiko; Taikus, Taisida, Tasikoyo Tchikimisi, Tishum, Tomcha, Totoma, Tsam Bahenom, Tsekankan, Tsuka Wokodot, Yalisumni, Yamako, Yauko, Yiikulme, Yodok, Yotammoto, Yumam, i Yupu
Entre el 1832 i el 1840 van tenir el primer contacte amb els blancs, quan aquests invadiren el seu territori durant la febre d'or, i des del 1848, quan l'Estat de Califòrnia fou constituït, començaren a atacar-los, de manera que els van reduir a un miler a començaments del segle xx. Cap al 1880 havia mort el 90% dels efectius existents el 1828.
El 1862 la major part dels maidu (uns 435) foren obligats a marxar a la reserva de Round Valley amb altres tribus californianes. El 1988 fou reconegut com a tribu el grup Mooretown Concow Maidu. Membres destacats de la tribu són Marie Mason Potts i Janice Gould.

## Tribus maidu reconegudes federalment
- Ranxeria Berry Creek d'indis maidu
- Ranxeria Enterprise d'indis maidu de Califòrnia
- Ranxeria Greenville d'indis maidu de Califòrnia
- Tribu índia Mechoopda de la ranxeria Chico
- Ranxeria Mooretown d'indis maidu de Califòrnia
- Banda Shingle Springs d'indis miwok, ranxeria Shingle Springs (Verona Tract)
- Ranxeria índia Susanville
- Comunitat índia United Auburn de la ranxeria Auburn

## Tribus no reconegudes federalment
- Tribu maidu Honey Lake Maidu
- Banda KonKow Valley d'indis maidu[2]
- Ranxeria Nevada City
- Banda Strawberry Valley de maidus Pakan'yani (aka Ranxeria Strawberry Valley)[3]
- Tribu Maidu Tsi Akim de la ranxeria Taylorsville
- United Maidu Nation
- Tribu Consolidada Colfax-Todds Valley de la ranxeria Colfax
- Ninsenan